# Show business
Show business lub show-business – produkcja programów rozrywkowych lub osoby i przedsiębiorstwa zajmujące się taką działalnością.
Obejmuje różne formy rozrywki, jak imprezy widowiskowo-muzyczne (widowiska, koncerty, recitale), płyty, filmy, widowiska telewizyjne, teledyski, a także opiniotwórczą prasę branżową.